# Bisdom Rockford
Het bisdom Rockford (Latijn: Dioecesis Rockfordiensis) is een rooms-katholiek bisdom met als zetel Rockford, in de Amerikaanse staat Illinois. Het bisdom is suffragaan aan het aartsbisdom Chicago. 

## Geschiedenis
Het bisdom werd opgericht op 27 september 1908, uit delen van het aartsbisdom Chicago. Bij de oprichting telde het bisdom ongeveer 50.000 katholieken, 64 diocesane priesters en 61 parochies. Daarnaast waren er ook missions (plaatsen met een kerk maar zonder inwonend priester) en stations (plaatsen zonder kerk die bediend werden vanuit een nabijgelegen parochie). Op 11 december 1948 verloor het gebied bij de oprichting van het bisdom Joliet in Illinois. 

## Parochies
Het bisdom had in 2022 een oppervlakte van 16.717 km2 en beslaat de county's Aurora, McHenry, DeKalb, Boone, Ogle, Stephenson, Sterling, Jo Davies, Carroll, Whiteside en Winnebago. In 2022 telde het bisdom 2.105.000 inwoners waarvan 23,6% rooms-katholiek was.

## Bisschoppen
- Peter James Muldoon (28 september 1908 - 8 oktober 1927)
- Edward Francis Hoban (10 februari 1928 - 14 november 1942)
- John Joseph Boylan (21 november 1942 - 19 juli 1953)
- Raymond Peter Hillinger (3 november 1953 - 27 juni 1956)
- Donald Martin Carroll (27 juni 1956 - 25 september 1956)
- Loras Thomas Lane (11 oktober 1956 - 22 juli 1968)
- Arthur Joseph O’Neill (19 augustus 1968 - 19 april 1994)
- Thomas George Doran (19 april 1994 - 20 maart 2012)
- David John Malloy (20 maart 2012 - heden)

## Galerij van afbeeldingen

Wapen van het bisdom
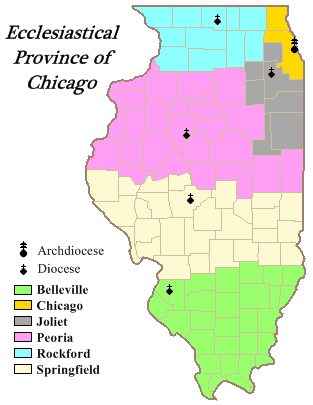
Kerkprovincie met aartsbisdom en suffragane bisdommen
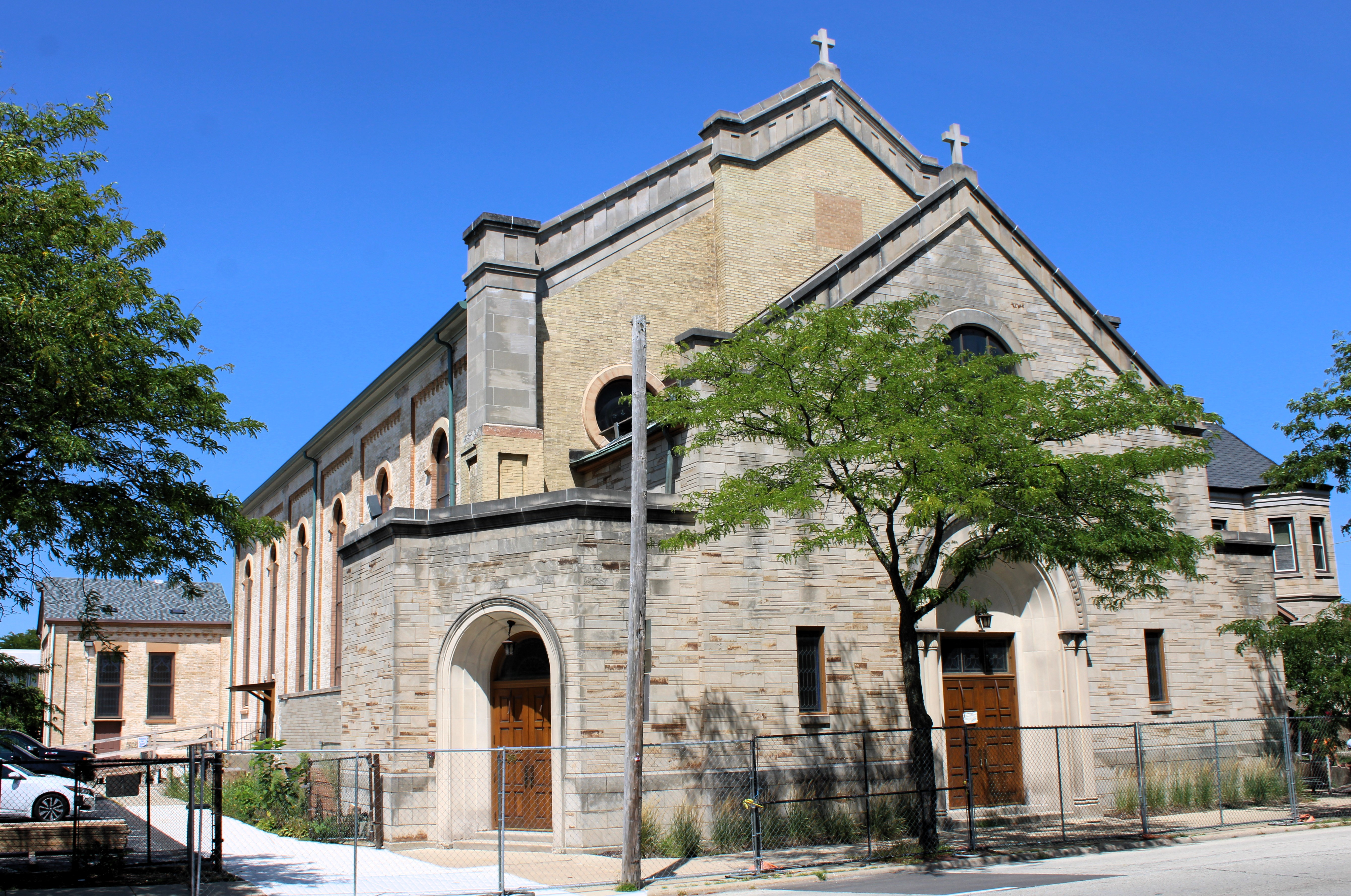
Saint James Church diende als prokathedraal van 1907 tot 1960

Chicago (aartsbisdom) · Belleville · Joliet in Illinois · Peoria · Rockford · Springfield in Illinois